# Campeonato Mundial de Ciclismo em Estrada de 1985
Os Campeonatos do mundo de ciclismo em estrada de 1985 celebrou-se na cidade italiana de Giavera del Montello de 29 de agosto a 1 de setembro de 1985.

## Resultados
| Event                       | Ouro                                                                                  | Ouro       | Prata                                                                       | Prata | Bronze                                                                         | Bronze |
| --------------------------- | ------------------------------------------------------------------------------------- | ---------- | --------------------------------------------------------------------------- | ----- | ------------------------------------------------------------------------------ | ------ |
| Provas masculinas           |                                                                                       |            |                                                                             |       |                                                                                |        |
| Homens - corrida em linha   | Joop Zoetemelk · Países Baixos                                                        | 6.26'38"   | Greg LeMond · Estados Unidos                                                | + 3"  | Moreno Argentin · Itália                                                       | + 3"   |
| Contrerrelógio por equipas  | União Soviética · Vassili Jdanov · Viktor Klimov · Igor Sumnikov · Alexandre Zinoviev | -          | Tchecoslováquia · Vladimir Hruza · Milan Jurčou · Michal Klasa · Milan Kren | -     | Itália · Marcello Bartalini · Massimo Podenzana · Eros Poli · Claudio Vandelli | -      |
| Amador - corrida em linha   | Lech Piasecki · Polónia                                                               | 4h 18' 39" | Johnny Weltz · Dinamarca                                                    | -     | Franck Van De Vijver · Bélgica                                                 | -      |
| Provas femininas            |                                                                                       |            |                                                                             |       |                                                                                |        |
| Mulheres - corrida em linha | Jeannie Longo · França                                                                | 1h 53' 10" | Maria Canins · Itália                                                       | + 47" | Sandra Schumacher · Alemanha Ocidental                                         | + 47"  |